# Адан, Дамьен
Дамьен Адан (фр. Damien Adam) — французский политик, депутат Национального собрания Франции.

## Биография
Дамьен Адан родился 28 июня 1989 года в Орлеане. Закончил Тулузскую бизнес-школу по специальности «Маркетинг и коммуникации». Во время учебы стажировался в Сучжоу (Китай) и Барселоне (Испания). С 2015 года работал в службе маркетинга отделения финансово-промышленной корпорации «Crédit agricole» в Руане.
В апреле 2016 года Дамьен Адан присоединился к только образованному движению «Вперёд!» Эмманюэля Макрона, возглавил отделение этого движения в департаменте Приморская Сена. Принимал активное участие в президентской кампании Эмманюэля Макрона. 
Перед выборами в Национальное собрание в 2017 году становится официальным кандидатом движения «Вперёд, Республика!» по 1-му избирательному округу департамента Приморская Сена. Во втором туре он получил 54,68 % голосов и одержал победу над действующим депутатом и бывшим государственным секретарем Валери Фурнерон.
В Национальном собрании Дамьен Адан является членом комиссии по экономике. Является специалистом по транспорту, в 2017 году был докладчиком от комиссии по законопроекту о железнодорожном транспорте.
Он также являлся докладчиком информационной миссии по пожару на заводе Lubrizol в Руане и по статье о горнодобывающем кодексе в законопроекте о борьбе с изменением климата и повышении устойчивости к его воздействию.
На выборах в Национальное собрание в 2022 году он вновь баллотировался в первом округе департамента Приморская Сена от президентского большинства и сохранил мандат депутат, набрав во втором туре 50,1 % голосов. Вошел в Комиссию по устойчивому развитию и планированию территорий.
На Парламентских выборах 2024 года, назначенных после роспуска президентом Эмманюэлем Макроном Национального собрания 9 июня 2024 года, Дамьен Адан вновь баллотировался, но проиграл во втором туре кандидату левого блока Новый народный фронт Флоранс Эруэн-Леоти.